# Liste der Baudenkmäler in Nordwalde
Die Liste der Baudenkmäler in Nordwalde enthält die denkmalgeschützten Bauwerke auf dem Gebiet der Gemeinde Nordwalde im Kreis Steinfurt in Nordrhein-Westfalen (Stand: Oktober 2020). Diese Baudenkmäler sind in der Denkmalliste der Gemeinde Nordwalde eingetragen; Grundlage für die Aufnahme ist das Denkmalschutzgesetz Nordrhein-Westfalen (DSchG NRW).

| Bild | Bezeichnung                       | Lage                                     | Beschreibung | Bauzeit | Eingetragen seit      | Denkmal- nummer |
| --- | --------------------------------- | ---------------------------------------- | ------------ | ------- | --------------------- | --------------- |
| Speicher Bispinghof                                                                                            | Speicher Bispinghof               | Nordwalde Bispingallee 31 Karte          |              |         | 30.11.1983            | 1               |
| Speicher Pröbstinghof                                                                                          | Speicher Pröbstinghof             | Nordwalde Pröbstingstraße 22 Karte       |              |         | 30.11.1983            | 2               |
| BW | Kornspeicher Tageserholungsanlage | Nordwalde Bahnhofstraße Karte            |              |         | 25.01.1984            | 3               |
| Toreinfahrt Bispinghof                                                                                         | Toreinfahrt Bispinghof            | Nordwalde Bispingallee 31 Karte          |              |         | 18.09.1984            | 4               |
| BW | Rittergut Althaus                 | Nordwalde Westerode 3 Karte              |              |         | 12.11.1984            | 5               |
| BW | Bildstock                         | Nordwalde Kirchbauerschaft 12 Karte      |              |         | 10.06.1985            | 6               |
| BW | Bildstock                         | Nordwalde Kirchbauerschaft 32 Karte      |              |         | 25.09.1985            | 7               |
| BW | Bildstock                         | Nordwalde Feldstraße 62 Karte            |              |         | 25.09.1985            | 8               |
| BW | Bildstock                         | Nordwalde Westerode 4 Karte              |              |         | 09.12.1986            | 9               |
| BW | Bildstock                         | Nordwalde Suttorf 68 Karte               |              |         | 09.12.1986            | 10              |
| BW | Bildstock                         | Nordwalde Suttorf 81 Karte               |              |         | 09.12.1986            | 11              |
| BW | Bildstock                         | Nordwalde Kirchbauerschaft 17 Karte      |              |         | 09.12.1986            | 12              |
| BW | Bildstock                         | Nordwalde Grevener Straße 9 Karte        |              |         | 09.12.1986            | 13              |
| BW | Bildstock                         | Nordwalde Suttorf 75 Karte               |              |         | 06.11.1987            | 14              |
| BW | Bildstock                         | Nordwalde Kirchbauerschaft 1 Karte       |              |         | 06.11.1987            | 15              |
| BW | Bildstock                         | Nordwalde Westerode 49 Karte             |              |         | 06.11.1987            | 16              |
| BW | Bildstock                         | Nordwalde Suttorf 11 Karte               |              |         | 06.11.1987            | 17              |
| BW | Bildstock                         | Nordwalde Suttorf 33 Karte               |              |         | 06.11.1987            | 18              |
| [[Vorlage:Bilderwunsch/code!/C:52.0920154,7.5198823!/D:Gut Herzhaus (Wohnhaus mit Tenne), Westerode 20!/\|BW]] | Gut Herzhaus (Wohnhaus mit Tenne) | Nordwalde Westerode 20 Karte             |              |         | 06.11.1987 28.06.2016 | 19              |
| BW | Bildstock                         | Nordwalde Westerode 31 Karte             |              |         | 06.09.1988            | 20              |
| BW | Bildstock                         | Nordwalde Scheddebrock 24 Karte          |              |         | 06.09.1988            | 21              |
| BW | Bildstock                         | Nordwalde Sievertskamp 32 Karte          |              |         | 16.01.1989            | 22              |
| BW | Wegekreuz                         | Nordwalde Kirchbauerschaft 19 Karte      |              |         | 16.01.1990            | 24              |
| BW | Bildstock                         | Nordwalde Kirchbauerschaft 35 Karte      |              |         | 16.01.1990            | 25              |
| BW | Bildstock                         | Nordwalde Scheddebrock 23 Karte          |              |         | 07.06.1990            | 26              |
| BW | Speicher                          | Nordwalde Kirchbauerschaft 25 Karte      |              |         | 08.06.1990            | 27              |
| Feuerwehrgerätehaus                                                                                            | Feuerwehrgerätehaus               | Nordwalde Emsdettener Straße 18-22 Karte |              |         | 05.08.1991            | 28              |
| BW | Bildstock                         | Nordwalde Emsdettener Straße Karte       |              |         | 01.10.1992            | 29              |
| BW | Fabrikantenvilla                  | Nordwalde Bahnhofstraße 45 Karte         |              |         | 28.06.1995            | 30              |
| BW | Bildstock am Franziskushaus       | Nordwalde Pröbstingstraße Karte          |              |         |                       | 31              |
| BW | Steinkreuz                        | Nordwalde Amtmann-Daniel-Straße Karte    |              |         | 04.06.1996            | 32              |
| BW | Bildstock                         | Nordwalde Amtmann-Daniel-Straße Karte    |              |         | 04.06.1996            | 33              |
| weitere Bilder                                                                                                 | Kath. Pfarrkirche                 | Nordwalde Kirchstraße 4 Karte            |              |         | 05.11.1996            | 34              |
| BW | Bildstock a. d. Kirche            | Nordwalde Am Höppenbach/Friedhof Karte   |              |         | 05.11.1996            | 35              |
| BW | Holzkruzifix                      | Nordwalde Kirchbauerschaft 28 Karte      |              |         | 06.11.1996            | 36              |
| BW | Doppelkotten                      | Nordwalde Suttorf 50 Karte               |              |         | 29.11.1996            | 37              |
| BW | Bildstock                         | Nordwalde Westerode 66 Karte             |              |         | 18.12.1997            | 38              |
| BW | Heiligenhäuschen                  | Nordwalde Scheddebrock 66 Karte          |              |         | 09.09.1999            | 39              |
| BW | Hofanlage Reckfort                | Nordwalde Westerode 33 Karte             |              |         | 15.08.2000            | 40              |
| BW | Villa Haus Hörsten                | Nordwalde Scheddebrock 74 Karte          |              |         | 31.08.2000            | 41              |
| BW | Bildstock                         | Nordwalde Pröbstingstraße Karte          |              |         | 31.08.2000            | 42              |
| Orgel u. Brüstung                                                                                              | Orgel u. Brüstung                 | Nordwalde Kirchstraße Karte              |              |         | 31.08.2000            | 43              |
| BW | ehem. Fabrikantenvilla            | Nordwalde Bahnhofstraße 36 Karte         |              |         | 26.09.2002            | 44              |
| BW | Speicher                          | Nordwalde Feldbauerschaft 35 Karte       |              |         | 14.10.2003            | 45              |
| BW | Schafstall                        | Nordwalde Westerode 66 Karte             |              |         | 14.10.2003            | 46              |
| BW | Hallenhaus                        | Nordwalde Westerode 23 Karte             |              |         | 02.08.2019            | 47              |

## Gelöschte Baudenkmäler
| Bild | Bezeichnung     | Lage                                     | Beschreibung | Bauzeit | Eingetragen seit | Denkmal- nummer |
| ---- | --------------- | ---------------------------------------- | ------------ | ------- | ---------------- | --------------- |
| BW   | Ackerbürgerhaus | Nordwalde Amtmann-Daniel-Straße 77 Karte |              |         |                  | 23              |